# Елам (сын Сима)
Елам, Элам — библейский персонаж, старший сын Сима.
Упоминается в т. н. «таблице народов» (Быт. 10:22 и 1 Пар. 1:17).
Считается родоначальником-эпонимом народа эламитов и страны Элам — исторической области на юго-западе современного Ирана. Согласно архимандриту Никифору (Баженову), является родоначальником еламитян и персов. По Библейской энциклопедии Брокгауза, потомки Елама населяли плоскогорья северо-востока и востока Вавилона.
Несмотря на отнесение Элама в Библии к потомкам Сима, и на то, что само имя «Элам» — семитское, язык страны Элам не может быть отнесен к семитским.
По Книге Юбилеев, имел дочь Сусану и внучку Разуйю; при этом имя Сусана называется исследователями апокрифа эпонимом города Сузы (Шушан), бывшего столицей государства Элам. Некоторые переводчики и исследователи апокрифа, однако, считают упоминание Сусаны позднейшей вставкой, а Разуйю — дочерью Элама в оригинальном тексте.
По средневековому сочинению «Сефер га-Яшар (Книга Праведного)» имел дочь Фамарь, ставшую невесткой Иуды, и трёх сыновей, упомянутых как: Сузы, Макул и Хармон.
В Библии упоминается ряд других персонажей с тем же именем.